# تحميل الوزن
تحميل الوزن (بالإنجليزية: Weight-bearing)‏ في جراحة العظام هو مقدار الوزن الذي يضعه المريض على الجزء المصاب و الذي يشير عادة للساق أو القدم المصابة بكسر أو بناء على ما يحدده جراح العظام . ولكن أيضاً قد يشير المصطلح للذراع أو المعصم .
بشكل عام يتم وصفه كنسبة من وزن الجسم، لأن ساق الجسم السليم تحمل وزن الجسم بالكامل عند المشي، بعد جراحة الورك أو الساق أو الكاحل أو القدم، من المهم أن تحدد النسبة المناسبة من تحمل الوزن على الجزء المصاب عند التحرك باستخدام العكازات أو العصا للتعافي بشكل مثالي .
درجة تحمل الوزن يتم تحديدها غالباً بواسطة جراح العظام لكل مرحلة من مراحل التشافي.

## الدرجات
- عدم تحميل الوزن (بالإنجليزية: Non-weight-bearing (NWB))‏: يجب أن لا تلمس القدم الأرض و أن لا تحمل أي وزن على الإطلاق.[1] و بإمكان المريض أستخدام القدم الأخرى بمساعدة العكاز أو أي أجهزة مساعدة للتنقل و يتم وصف هذه الدرجة بوضع 0% من وزن الجسم على الساق .
- تحميل الوزن بلمس اصبع القدم (بالإنجليزية: Toe-touch weight-bearing (TTWB))‏: ويقصد به أن تلمس أصابع القدم الأرضية للحفاظ على التوازن [1] ولا يتم وضع الوزن بشكل كامل.
- تحميل الوزن الجزئي (بالإنجليزية: Partial weight-bearing (PWB))‏: مقدار بسيط من الوزن يتم تحميله على الساق أو الجزء المصاب.[1] و يتم زيادة الوزن تدريجيا حتى 50% من وزن الجسم الكامل، مما يسمح للمريض بالوقوف ولكن ليس المشي .
- تحميل الوزن حسب التحمل (بالإنجليزية: Weight-bearing as tolerated (WBAT))‏ : عادة في الأشخاص القادرين على تحميل الوزن من 50% إلى 100% من وزن الجسم على الجزء المصاب. وفيه يقوم المريض باختيار الوزن الذي يستطيع تحميله على الجزء المصاب بشكل مستقل.[1] وقد يحدد جراح العظام الوزن المسموح به حسب الظروف.
- تحميل الوزن الكامل (بالإنجليزية: Full weight-bearing (FWB))‏ : عندما يمكن للمريض تحميل الوزن بنسبة 100% على الجزء المصاب مما يسمح له بالمشي الطبيعي.[1]